# Ретивцево (Ивановская область)
Ретивцево — деревня в Ильинском районе Ивановской области. Входит в состав Аньковского сельского поселения.

## География
Находится в юго-западной части Ивановской области на расстоянии приблизительно 16 км на юго-восток по прямой от районного центра села Ильинское-Хованское.

## История
Нанесена была на карту еще 1808 года. В 1859 году здесь (тогда деревня в составе Юрьевского уезда Владимирской губернии) было учтено 7 дворов.

## Население
Постоянное население составляло 38 человек (1859 год), 13 в 2002 году (русские 100 %), 9 в 2010.